# Barbados himnusza
A barbadosi nemzeti himnusz zenéjét az akkor már részben vak C. Van Roland Edwards (1912–1985) írta. Edwards 1912-ben született, egykor a St. Peter egyházi fiúiskola diákja volt. Már ekkor írt zeneműveket, és bár nem volt zenei iskolai képzettsége, 1933-tól a British Song Society tagja volt. Részleges vaksága miatt a komponálásban lányai, Nanette és Eullia segítettek. Több műve is közismert, többek között a királynő 1966-os látogatására is ő írt köszöntő művet.
1966-ban a himnuszra kiírt pályázatot elbíráló bizottság az ő művét választotta ki. Zenekari változatát 1967-ben Prince Cave, a Királyi Rendőr Zenekar karnagya írta. A szöveg Irwing Louis Burgie (1926–) 1966-ban készült műve. Burge 1926-ban született, apja amerikai, anyja barbadosi volt. Indiai katonai szolgálata után az Amerikai Egyesült Államokban telepedett le, de gyakran ellátogatott Barbadosra, ahol irodalmi díjat is alapított barbadosi gyermekek számára.

## A szöveg
| Angolul In plenty and in time of need When this fair land was young Our brave forefathers sowed the seed From which our pride has sprung A pride that makes no wanton boast Of what it has withstood That binds our hearts from coast to coast The pride of nationhood Chor: We loyal sons and daughters all Do hereby make it known These fields and hills beyond recall Are now our very own We write our names on history's page With expectations great Strict guardians of our heritage Firm craftsmen of our fate The Lord has been the people's guide For past three hundred years. With Him still on the people's side We have no doubts or fears. Upward and onward we shall go, Inspired, exulting, free, And greater will our nation grow In strength and unity. | Magyarul Jólétben és szükség idején Mikor e szép ország fiatal volt, Bátor ősapáink elvetették magjaikat, Melyből büszkeségünk fakad. Büszkeség, mely nem lett könnyelmű, Kérkedésnek ellenállt. Ez fogja el szívünk tengerparttól partigː Nemzetünk büszkesége. Kórus: Mi hű fiak és lányok Kik ezáltal büszkék vagyunk E mezők és dombok hívnak Mert ezek csak a miénk. Neveinket telve reménnyel Írjuk a történelem lapjaira, Mint örökségünk hű őrzői, Sorsunk biztos kovácsai. Az Úr vezette népünk A múlt háromszáz éven át Ő van most is velünk Nincs kétség és félelem. Mindig fel, s előre Haladva derűsen és szabadon, Kitartásban és egységben Lesz még nagyobb nemzetünk. |